# Torre de Cellers
La Torre de Cellers és un casal fortificat d'estructura medieval, enclavat al mig d'un polígon industrial situat entre la riera del Tenes i el riu Besòs, dins el terme municipal de Parets del Vallès. Està catalogat com a bé cultural d'interès nacional (BCIN) en la categoria de monument històric.

## Descripció

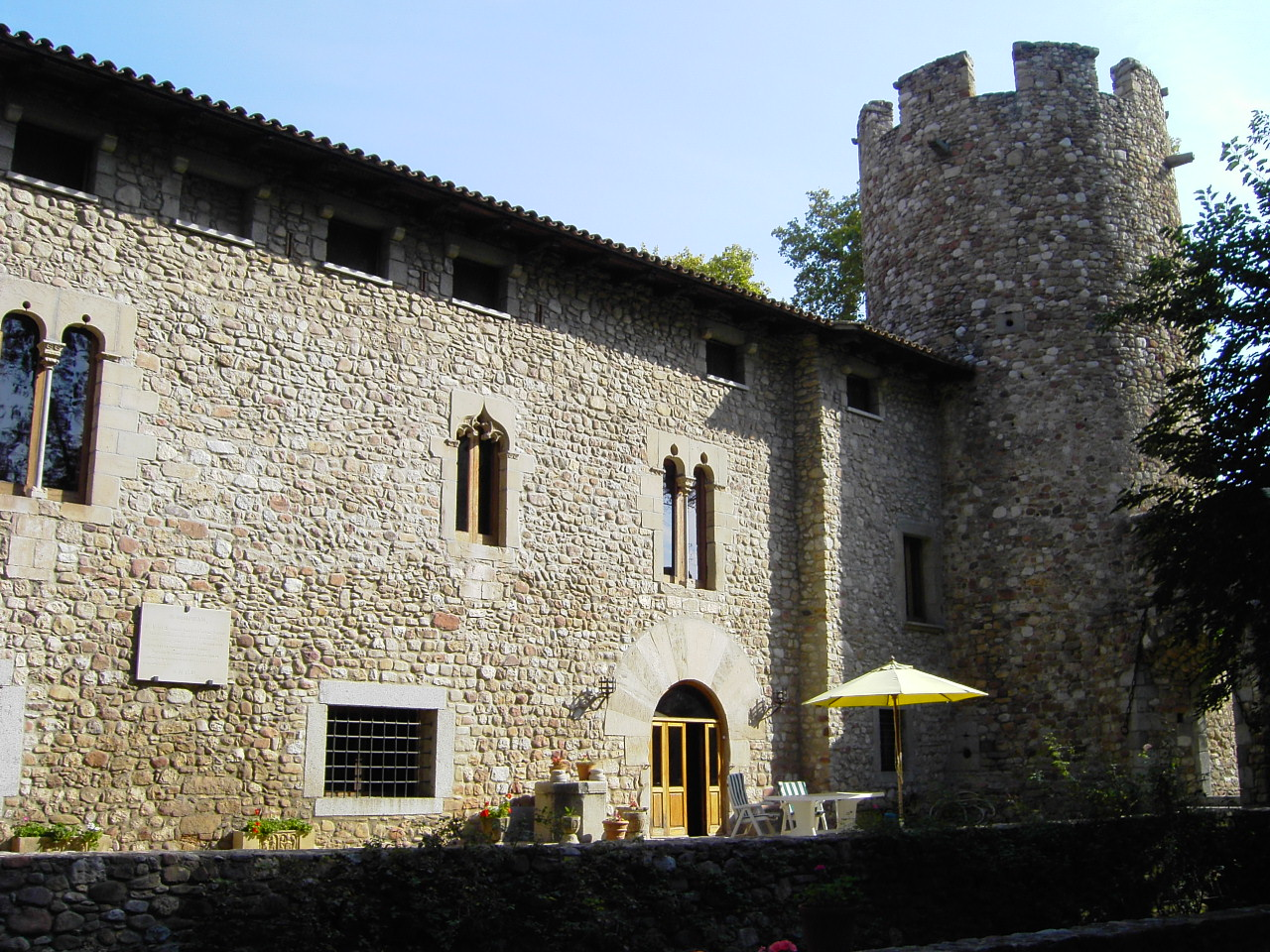
Torre de Cellers. Façana (setembre 2007)

Castell de la baixa edat mitjana que potser conté alguns elements alt-medievals. És de planta quadrada amb coberta a quatre vessants, i dues torres de planta circular amb merlets als angles oposats a l'edifici. Aquestes torres tenen les espitlleres rodones, per a armes de foc i encaixos per a mantellets, és a dir, les portelleres o finestrons que tapaven els espais entre els merlets, els quals es pujaven o s'abaixaven a discreció dels defensors de les fortaleses. Resta envoltat per un vall.
A la planta baixa s'hi troba una sala coberta amb volta de canó, un arc de mig punt format per 15 dovelles i, prop de l'entrada, una sala doble, coberta amb arcs transversals. Al damunt de les dues parts de la sala, hi ha cinc grosses esquerdes que sembla que contenien lloses clavades verticalment, les quals permetien la ventilació per dalt. A la paret que separa aquesta sala del corredor s'hi veu un clar opus spicatum en filades d'uns 18 cm d'alt que recorda l'aparell constructiu d'edificis del segle x. No obstant, el poc gruix del mur (uns 65 cm) pot fer pensar que no es tracta de parets preromàniques reaprofitades a la baixa edat mitjana si no construccions del segle xiv o XV amb un tipus d'aparell semblant al del segle x.
Conserva, al costat, un forn, potser de terrissa, d'època iberoromana que fou descobert en unes obres de restauració. S'hi entra per la banda del castell. També conté diversos elements medievals.

## Història

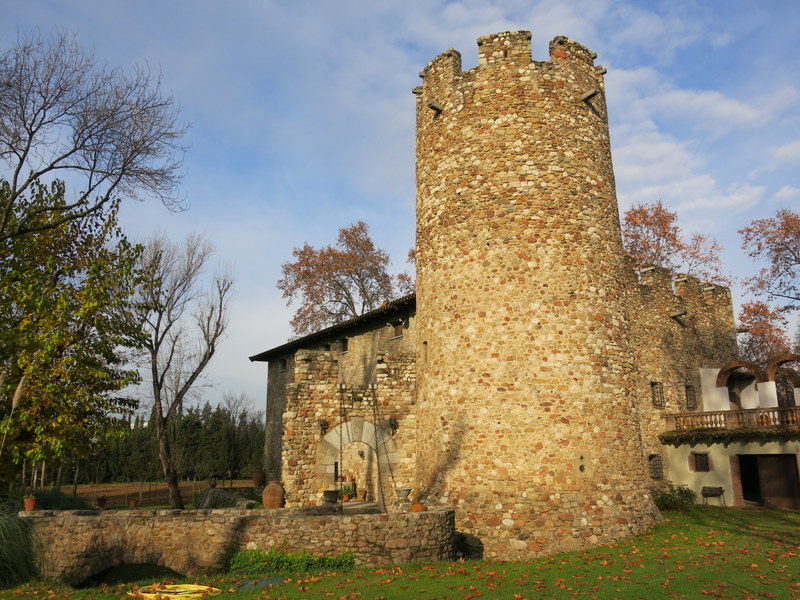
Torre de Cellers (desembre 2014)

El lloc de Cellers ha estat habitat des de l'època iberoromana. Es pensa que aquesta fortalesa va ser construïda sobre una antiga vila romana anomenada «villa Abdela», situada sobre la via Augusta. L'única referència documentada d'aquesta casa forta esmenta a un Bernat de Cellers l'any 1258. Fou reconstruïda el segle xiv. S'esmenta a les capitulacions de Joan II (1472) en la guerra civil catalana. Va ésser ulteriorment proprietat de Joan de Cardona, bisbe de Barcelona, e de la seva muller Lluïsa de Blanes i de Sentmenat. Durant la Guerra dels segadors (1640-1652) va resistir algun atac. El 1684 era ocupat pel baró de Rocafort. El 1850 va passar a funcionar com a masoveria.